# Ивашко, Павел Александрович
Па́вел Алекса́ндрович Ива́шко (род. 1 июня 1994, Сургут, Ханты-Мансийский автономный округ, Россия) — российский легкоатлет, специализирующийся в беге на 400 метров. Мастер спорта России международного класса.

## Биография

### Начало карьеры
В лёгкую атлетику попал поздно, в 17 лет, и во многом случайно. В школьные годы не посещал никаких спортивных секций и планировал после учёбы в университете стать учителем ОБЖ. Однако после неудачной попытки пройти конкурс на интересующую специальность, Павлу в сентябре 2011 года пришлось поступить на Факультет физической культуры и спорта родного Сургутского педагогического университета, где ещё оставались свободные места. На вступительных испытаниях он среди прочего пробежал дистанцию 100 метров и показал достаточно скромный результат, 12 секунд. Однако его увлёк быстрый бег, и уже в октябре 2011 года он начал постигать азы лёгкой атлетики в группе Владимира Владимировича Власова.
Первый год ушёл на адаптацию в новом виде спорта. Павел оказался способным учеником и меньше чем через год после начала занятий неплохо выступил на первенстве округа среди юниоров. На дистанции 400 метров он стал 9-м с результатом 50,23. Ещё через полгода, зимой 2013 года, на этом же турнире занял уже 2-е место (время — 49,98). С этого момента начинается его стремительный взлёт до уровня сборной России.

### Прорыв в результатах
В мае 2013 года Павел сбрасывает 2 секунды с личного рекорда и выигрывает 400 метров на Первенстве Уральского федерального округа среди юниоров — 47,67. Вдобавок он становится сильнейшим и на 200-метровке (21,68). Но это было только начало триумфального сезона. Через 3 недели, будучи никому не известным на российском уровне спортсменом, Ивашко выигрывает Первенство России среди юниоров и улучшает личный рекорд ещё почти на 1,5 секунды — 46,39. Этот результат стал лучшим в Европе среди его сверстников. В ранге главного фаворита он поехал на континентальное юниорское первенство в итальянском Риети, где оправдал возложенные на него ожидания. Чемпионские звания были добыты в беге на 400 метров (45,81 — новый рекорд России до 20 лет) и эстафете 4×400 метров (в упорной борьбе на последнем этапе с поляком Патриком Добеком).

### 2014 год
Новый 2014 год Ивашко начинает под руководством Зухры Верещагиной и уже как член первой сборной России. В мае он участвует в её составе в чемпионате мира по эстафетам, где вместе с партнёрами по команде занимает лишь 17-е место в итоговом протоколе. В июне бежит личный вид, 400 метров, на командном чемпионате Европы и занимает высокое 2-е место с результатом 45,95 (впереди оказался только француз Мам-Ибра Анн). Это достижение открыло ему путь в состав эстафетной четвёрки на чемпионате Европы в Цюрихе.
В Швейцарии бежал 2-й этап эстафеты 4×400 метров и в предварительном забеге, и в финале (его время оказалось лучшим в команде).
В конце августа стал 3-м на международном матче 10 стран DécaNation во французском городе Анже с результатом 46,80.

## Основные результаты
| Год  | Турнир                         | Место проведения          | Дисциплина       | Место | Результат |
| ---- | ------------------------------ | ------------------------- | ---------------- | ----- | --------- |
| 2013 | Чемпионат Европы среди юниоров | Риети, Италия             | 400 м            | 1-е   | 45,81     |
| 2013 | Чемпионат Европы среди юниоров | Риети, Италия             | эстафета 4×400 м | 1-е   | 3.04,87   |
| 2014 | Чемпионат мира по эстафетам    | Нассау, Багамские Острова | эстафета 4×400 м | 17-е  | 3.05,00   |
| 2014 | «Московский вызов»             | Москва, Россия            | 400 м            | 1-е   | 45,46     |
| 2014 | Командный чемпионат Европы     | Брауншвейг, Германия      | 400 м            | 2-е   | 45,95     |
| 2014 | Чемпионат Европы               | Цюрих, Швейцария          | эстафета 4×400 м | DSQ   | 2.59,38   |